# 스폰자궁

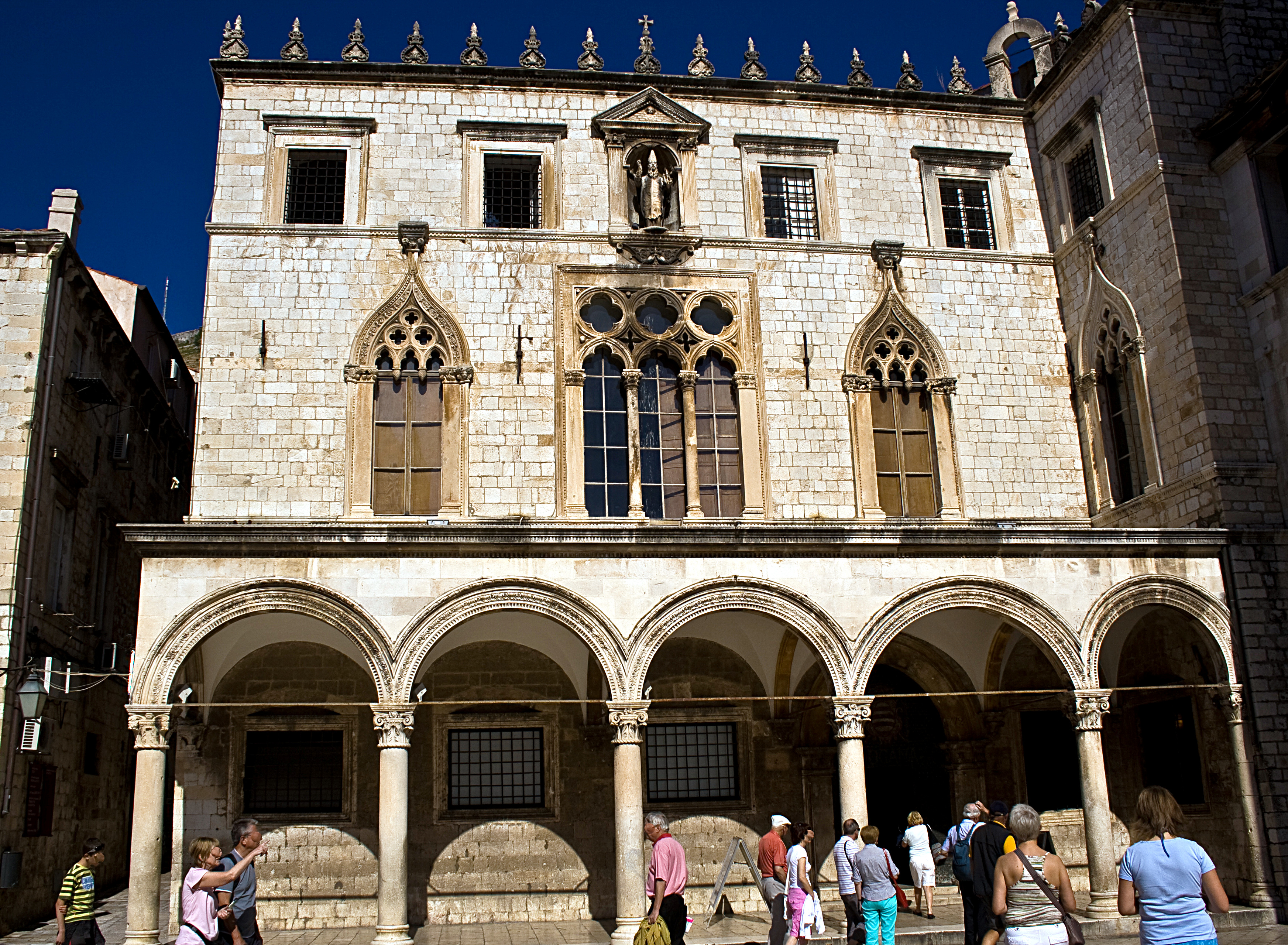
스폰자궁

스폰자궁(크로아티아어: Palača Sponza)은 크로아티아 두브로브니크에 있는 궁전이다. 궁전 앞의 루자 광장은 두브로브니크 여름 축제 개막식에 사용된다. 스폰자궁 자체도 공연장으로 사용된다.